# Дорметтінген
Дорметтінген (нім. Dormettingen) — громада в Німеччині, знаходиться в землі Баден-Вюртемберг. Підпорядковується адміністративному округу Тюбінген. Входить до складу району Цоллернальб.
Площа — 6,55 км2. Населення становить 1073 ос. (станом на 31 грудня 2020).